# Vithet
Vithet är en av elementaregenskaperna i det standardiserade färgbeteckningssystemet NCS. Det definieras där som graden av visuell likhet med absolut vitt, som är en av systemets sex elementarfärger. Vithet i denna betydelse är inte liktydigt med ljushet, eftersom ljusheten också beror på kulörtonen. Exempelvis är en gul färg med viss vithet ljusare än en blå färg med samma vithet.
Albedo (latin 'vithet') är ett mått på reflektionsförmåga och alltså inte samma sak som vithet enligt NCS.